# Küçüköz, Ahırlı
Küçüköz là một xã thuộc huyện Ahırlı, tỉnh Konya, Thổ Nhĩ Kỳ. Dân số thời điểm năm 2011 là 20 người.